# ۶۸ (قمری)
۶۸ (قمری)، شصت و هشتمین سال در گاهشماری هجری قمری است. اول محرم این سال برابر با بیست و یکم ژوئیه سال ۶۸۷ میلادی است.

## زادگان
- عبدالله بن حسن مثنی، پدر محمد نفس‌زکیه و ادریس یکم مراکش

## درگذشتگان
- عبدالله بن عباس ، پسر عموی پیامبر.

- جابر بن عبدالله انصاری